# Granze

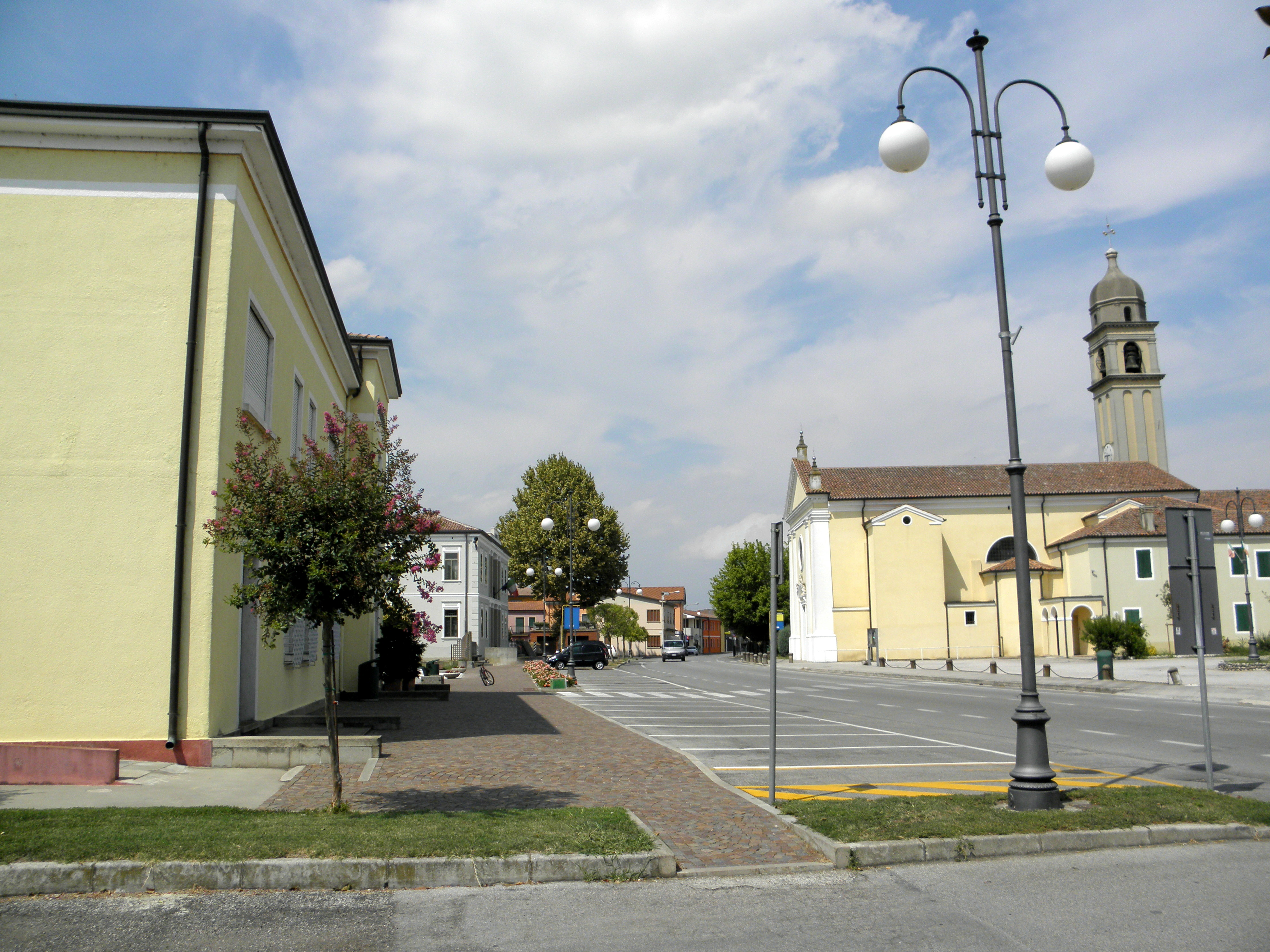
Die Via della Libertà in Granze

Granze ist eine nordostitalienische Gemeinde (comune) mit 1889 Einwohnern (Stand 31. Dezember 2023) in der Provinz Padua in Venetien. Die Gemeinde liegt etwa 30 Kilometer südsüdwestlich von Padua. 

## Geschichte
1913 wurde die heutige Gemeinde aus der Nachbargemeinde Vescovana herausgelöst. 

## Persönlichkeiten
- Renato Bruson (* 1936), Opernsänger in der Stimmlage Bariton

## Verkehr
Etwas östlich der Gemeinde verläuft die Strada Statale 16 Adriatica Richtung Adriaküste.